# Campo di concentramento di Sydspissen
Il campo di concentramento di Sydspissen (punta meridionale) era situato vicino Tromsø, nel nord della Norvegia. Attivo già nel settembre del 1941, divenne il principale campo della Norvegia settentrionale durante l'occupazione nazista. Date la sua capacità relativamente limitata, il campo fu ben presto spostato a Krøkebærsletta.